# Шелест Олексій Нестерович
Шелест Олексій Нестерович (нар. 24 лютого 1878 — 8 січня 1954) — доктор технічних наук, заслужений діяч науки і техніки, професор, лауреат Державної премії СРСР, винахідник тепловоза з механічним генератором газів.

## Біографія
Народився в Полуянів (нині — частнина села Омелянів Козелецького району) Чернігівської губернії. У 1896 році закінчив Конотопське залізничне училище. Працював спочатку електриком, а потім техніком. Самостійно спроектував та запатентував у 1913 році проект тепловоза з механічним генератором газів. У 1915 році закінчив Московське вище технічне училище і був залишений там викладачем. На базі цього навчального закладу з ініціативи Олексія Нестеровича було створено кафедру тепловозобудівництва, яку він і очолював до кінця свого життя. У 1921 році винайшов локомотив із газовою турбіною постійного тиску. У 1932 році він отримав звання професора. Його праці присвячені питанням тепловозо-, паровозо- та електровозобудівництва, а також двигунам внутрішнього згорання і компресорам.

## Праці
- Проблемы экономичных локомотивов, М., 1923;
- Паросушители, М.—Свердловск, 1943;
- Механические генераторы газов для транспорта и промышленности, М., 1954;
- Тепловозы. Основные процессы, М., 1957.